# ماكي ميزونو
ماكي ميزونو (باليابانية: 水野真紀؛ بالكانا: みずの まき) هي ممثلة يابانية، ولدت في 28 مارس 1970 في طوكيو في اليابان.

## وصلات خارجية
- ماكي ميزونو على موقع IMDb (الإنجليزية)
- ماكي ميزونو على موقع قاعدة بيانات الفيلم (الإنجليزية)